# محسنات التربة

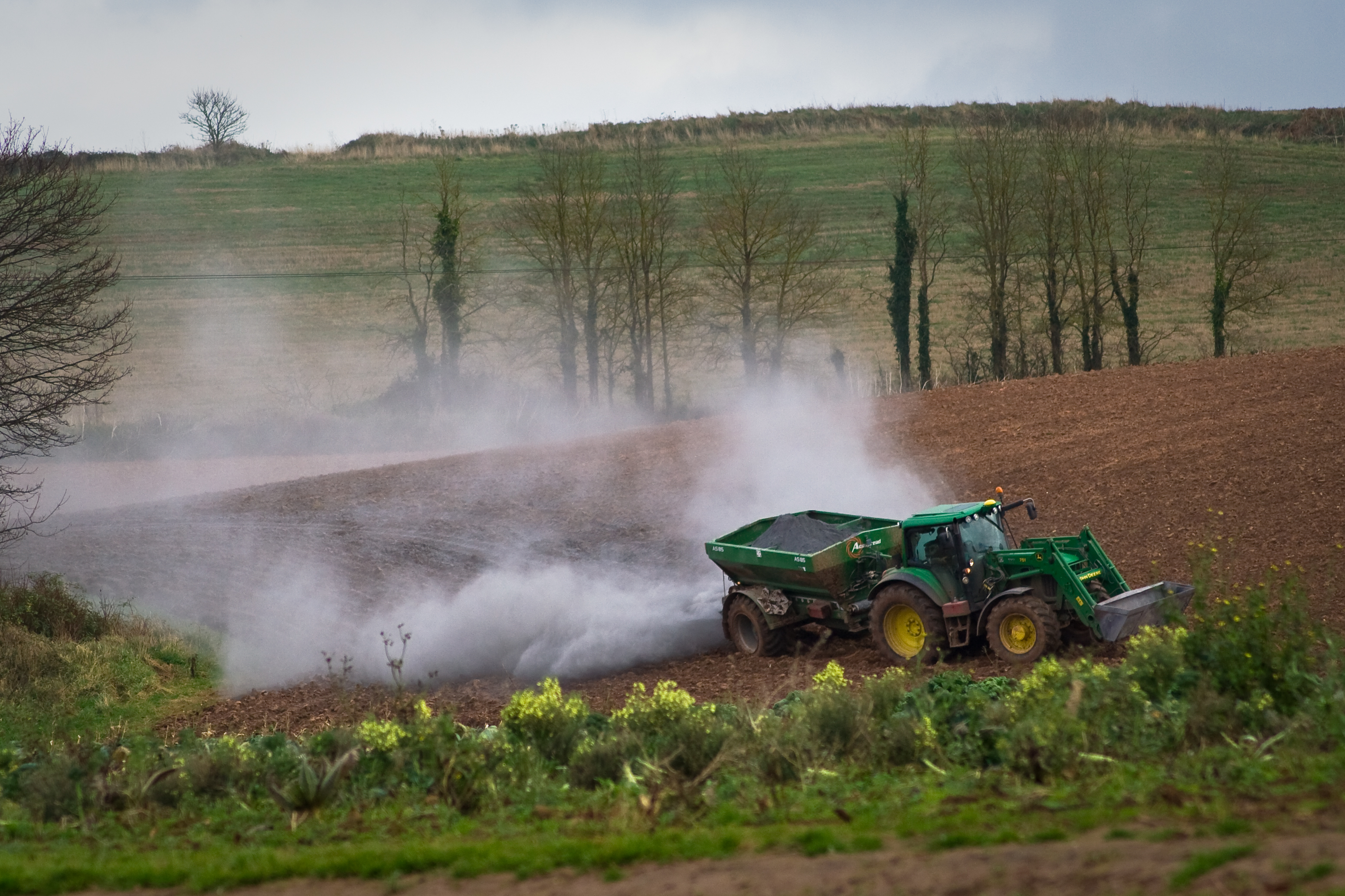

محسنات التربة (بالإنجليزية: Soil conditioner)‏، هي مُنتجات تُضاف إلى التربة لتحسين آليتها وخصوبتها وخصائصها الفيزيائية، مُصطلح محسنات التربة غالباً ما يُمكن أن تشمل على مجموعة واسعة من الأسمدة والمواد غير العضوية. ويمكن استخدام مُحسنات التربة لتحسين التربة الفقيرة، أو إعادة بناء التربة التي تضررت من جراء إدارة التربة غير السليمة، وهي مصنوعة من بريسسمود، وهي بقايا من ترشيح قصب السكر. ويمكن أن تجعل التربة الفقيرة أكثر قابلية للاستخدام، ويمكن استخدامها أيضاً للحفاظ على التربة في حالة الذروة.